# Ray J
William Ray Norwood Jr. (McComb, 17 januari 1981), beter bekend als Ray J, is een Amerikaanse R&B-zanger en acteur. Hij is de broer van zangeres Brandy.
Ray J had verschillende kleine rollen in een aantal films, waaronder Mars Attacks! van Tim Burton. In 1997 bracht hij zijn debuutalbum Everything You Want uit. In 2001 maakte hij met zijn zus een cover van het nummer Another Day in Paradise van Phil Collins. In 2005 werd zijn derde studioalbum Raydiation uitgebracht, met daarop zijn succesvolste single One Wish.
In 2007 was hij te zien, samen met Kim Kardashian, in een 'uitgelekte sekstape' die de carrière van Kardashian als televisieberoemdheid op gang bracht.

## Discografie
Albums
- Everything You Want (1997)
- This Ain't a Game (2001)
- Raydiation (2005)
- All I Feel (2008)

- Bibliothèque nationale de France: cb14010164f (data)
- Gemeinsame Normdatei: 135053889
- International Standard Name Identifier: 0000 0001 1495 8023
- Library of Congress Control Number: no2005122589
- MusicBrainz: 9a07de5c-37e5-4907-ac77-ba9674a9bd6a
- Nationale Bibliotheek van Tsjechië: xx0100538
- Virtual International Authority File: 96941298